# توان صوتی
توان صوتی یا توان آکوستیک نرخی است که انرژی صوتی با آن در واحد زمان منتشر، بازتاب، منتقل، یا دریافت می‌شود. در دستگاه بین‌المللی یکاها، یکاهای توان صوتی وات (W) است. بر خلاف فشار صدا توان صوتی برای هر منبع صوتی به مکان و فاصله آن از مخاطب وابسته است.

## مثال
توان صوتی برخی منابع صوتی عبارت است از.
| منبع صوتی                        | توان صوتی (وات) | مرتبهٔ توان صوتی (دسی‌بل مرجع ۱۰−۱۲ W) |
| -------------------------------- | --------------- | ------------------------------------ |
| ساترن ۵                          | ۱۰۰٬۰۰۰٬۰۰۰     | ۲۰۰                                  |
| پروژهٔ آرتمیس                     | ۱٬۰۰۰٬۰۰۰       | ۱۸۰                                  |
| توربوجت                          | ۱۰۰٬۰۰۰         | ۱۷۰                                  |
| توربوفن در تیک آف                | ۱٬۰۰۰           | ۱۵۰                                  |
| توربوپراپ در تیک آف              | ۱۰۰             | ۱۴۰                                  |
| مسلسل ارگ بادی                   | ۱۰              | ۱۳۰                                  |
| ارکستر تندر بمب صوتی             | ۱               | ۱۲۰                                  |
| کنسرت راک اره زنجیری موتورسیکلت  | ۰٫۱             | ۱۱۰                                  |
| چمن‌زن ماشین با سرعت بزرگراه مترو | ۰٫۰۱            | ۱۰۰                                  |
| موتور دیزل                       | ۰٫۰۰۱           | ۹۰                                   |
| ساعت شماطه‌دار                    | ۰٫۰۰۰۱          | ۸۰                                   |
| جاروبرقی                         | ۱۰−۵            | ۷۰                                   |
| سشوار                            | ۱۰−۶            | ۶۰                                   |
| رادیو یا تلویزیون                | ۱۰−۷            | ۵۰                                   |
| یخچال صدای بم                    | ۱۰−۸            | ۴۰                                   |
| مکالمهٔ یواش                      | ۱۰−۹            | ۳۰                                   |
| پچ‌پچ کردن انسان تیک تاک ساعت مچی | ۱۰−۱۰           | ۲۰                                   |
| نفس کشیدن یک انسان               | ۱۰−۱۱           | ۱۰                                   |
| مقدار مرجع                       | ۱۰−۱۲           | ۰                                    |

## تعریف ریاضی
تعریف توان صوتی، P, عبارت است از
{\displaystyle P=\mathbf {f} \cdot \mathbf {v} =Ap\,\mathbf {u} \cdot \mathbf {v} =Apv}
که در آن
- f قدرت صوتی بردار واحد u;
- v سرعت ذرهٔ پرتابهٔ v در راستای u;
- A مساحت؛
- p فشار صوتی است.

در محیط انتقال، قدرت صوتی عبارت است از
{\displaystyle P={\frac {Ap^{2}}{\rho c}}\cos \theta ,}
که در آن
- A مساحت سطح؛
- ρ چگالی;
- c سرعت صوت;
- θ زاویهٔ بین جهت انتشار صدا و عمود بر سطح است.

برای مثال، صوتی با SPL = 85 dB or p = 0.356 Pa در هوا (ρ = ۱٫۲ kg٫m-۳ و c = ۳۴۳ m⋅s−۱) در سطحی با مساحت A = ۱ m۲ و عمود بر جهت انتشار (θ = ۰°) توان صوتی‌ای برابر P = ۰٫۳ mW دارد.